# Estnische Badmintonmeisterschaft 1986
Die Estnische Badmintonmeisterschaft 1986 fand im April 1986 in Tartu statt. Es war die 22. Austragung der Titelkämpfe.

## Medaillengewinner
| Disziplin    | Gold                                  | Silber                                  | Bronze                                  |
| ------------ | ------------------------------------- | --------------------------------------- | --------------------------------------- |
| Herreneinzel | Andres Ojamaa, Tartu                  | Peeter Luts, Tallinn                    | Kalle Kaljurand, Tartu                  |
| Dameneinzel  | Mare Reinberg, Tartu                  | Terje Lall, Tartu                       | Anneli Lambing, Tartu                   |
| Herrendoppel | Andres Ojamaa Peeter Munitsõn, Tartu  | Peeter Sepma Henry Aljand, Tallinn      | Kalle Kaljurand Ivar Kask, Tartu        |
| Damendoppel  | Marina Kaljurand Mare Reinberg, Tartu | Anu Eek Katrin Vaakmann, Tartu          | Terje Lall Marju Velga, Tartu / Tallinn |
| Mixed        | Peeter Munitsõn Mare Reinberg, Tartu  | Kalle Kaljurand Marina Kaljurand, Tartu | Andres Ojamaa Terje Lall, Tartu         |